# 황비홍 - 전설의 묵룡도를 찾아서
《황비홍 - 전설의 묵룡도를 찾아서》(중국어: 黃飛鴻之王者無敵)는 중국에서 제작된 구신우, 흑자 감독의 2019년 액션 영화이다. 설강도 등이 주연으로 출연하였다.

## 출연
- 설강도 : 황비홍 역
- 마요요 : 소균 / 십삼이 역
- 양건룡 : 귀각칠 역
- 주자희 : 노부코 역
- 예단니 : 피터 역